# Academia Telfair
La academia Telfair es una mansión histórica ubicada en 121 Barnard Street, Savannah, Estados Unidos. Fue diseñada por William Jay y construida en 1818, y es uno de los pocos sitios de trabajo que todavía se conserva. Es uno de los tres sitios propiedad de Museos Telfair. Fue originalmente una casa familiar perteneciente a la familia Telfair, se convirtió en un museo de arte gratuito en 1886 y, por lo tanto, en uno de los primeros 10 museos de arte en los Estados Unidos y el museo de arte público más antiguo del sur. Su primer director, elegido en 1883, fue el artista Carl Ludwig Brandt, que pasaba los inviernos en Savannah. Fue declarado Hito Histórico Nacional en 1976.

## Arquitectura e historia
La academia Telfair está ubicada en el centro histórico de Savannah, en el lado oeste de Telfair Square. Ocupa una cuadra entera, delimitada por las calles Barnard, West President, North Jefferson y West State. Es una estructura de mampostería de dos pisos, construida en ladrillo terminado en estuco. Su entrada presenta un aspecto típico del arquitecto William Jay, con un pórtico saliente de cuatro columnas al que se accede por una escalera lateral. Las columnas son de orden compuesto y el entablamento del pórtico continúa alrededor del edificio. A diferencia del exterior simétrico, el interior de la casa es asimétrico, sus habitaciones de forma inusual incluyen un salón octogonal, un comedor de extremos redondeados y un largo salón. El ala oeste del edificio es su antigua cochera, que se adaptó en la década de 1880 como parte de la conversión del edificio en un museo, se compone de un fino trabajo en madera de estilo Adam.
La casa fue diseñada por William Jay y construida en 1818 para Alexander Telfair, hijo de Edward Telfair, uno de los primeros gobernadores de Georgia posteriores a la independencia. El sitio en el que se construyó anteriormente albergaba la residencia oficial de los gobernadores reales coloniales de Georgia. En 1875, la hermana de Alexander, Mary, legó la casa, incluidos sus muebles y colecciones familiares, a la Sociedad Histórica de Georgia, que abrió aquí el primer museo de arte en el sureste de los Estados Unidos en 1886. La casa fue remodelada y ampliada por el arquitecto Detlef Lienau, en donde se exhiben colecciones de bellas artes.